# Une baraque à tout casser
Pour plus de détails, voir Fiche technique et Distribution.
Une baraque à tout casser ou La foire aux malheurs au Québec (The Money Pit) est une comédie réalisée par Richard Benjamin en 1986. Elle met en vedette Tom Hanks et Shelley Long.

## Synopsis
Jeune couple dans la fleur de l’âge, Walter et Anna cherchent à s’installer. Ils décident d’acquérir une vieille maison qui, en apparence, semble en bon état. En apparence seulement, car sitôt après avoir emménagé, tout s’écroule littéralement. Commence alors un long calvaire pour remettre la maison d'aplomb.

## Fiche technique
- Titre : Une baraque à tout casser
- Titre original : The Money Pit
- Réalisation : Richard Benjamin
- Scénario : David Giler
- Costumes : Ruth Morley
- Société de production : Amblin Entertainment
- Pays d'origine :  États-Unis
- Langue : anglais
- Genre : Comédie
- Durée : 91 minutes
- Dates de sortie en salles
  - États-Unis : 26 mars 1986
  - France : 23 juillet 1986

## Distribution
Note : 1er doublage (1986) ; 2e doublage (2003)
- Tom Hanks (VF : François Leccia ; Damien Boisseau)  : Walter Fielding, Jr.
- Shelley Long (VF : Dorothée Jemma ; idem) : Anna Crowley
- Alexander Godunov (VF : Richard Darbois ; Boris Rehlinger) : Max Beissart
- Maureen Stapleton (VF : Paule Emanuele ; idem) : Estelle
- Joe Mantegna (VF : Mario Santini ; Gabriel Le Doze) : Art Shirk
- Philip Bosco (VF : Philippe Catoire ; idem) : Curly
- Josh Mostel (VF : Jacques Frantz ; Alain Flick) : Jack Schnittman
- Douglass Watson (en) (VF : Jean-François Laley ; Jean-Pierre Denys) : Walter Fielding, Sr.
- Joey Balin (VF : Marc François) : Jimmy
- Yakov Smirnoff (VF : Igor De Savitch ; idem) : Shatov
- John van Dreelen : Carlos
- Mike Starr : Lenny
- Frankie Faison : James
- Jake Steinfeld (en) : Duke
- Matthew Cowles : Marty
- Nestor Serrano : Julio
- Michael Jeter : Arnie
- William Lombardo : Benny
- Mary Louise Wilson : La mère de Benny
- Leslie West (VF : ? ; Serge Blumenthal) : Lana

 Source et légende : version française (VF) sur RS Doublage et selon le carton du doublage français sur le DVD zone 2.

## Réception
Une baraque à tout casser n’a pas eu bonne presse auprès des journaux anglophones. Sur le site Rotten Tomatoes, le film ne recueille en effet que 47 % d’avis favorables, avec une note globale de 4,8/10. Il a en revanche été apprécié du public, l’IMDb relevant une moyenne de 6/10, alors qu’il est noté 3,4/5 sur Allociné, sur la base de 20 commentaires.
La comédie a été par ailleurs un succès commercial, engrangeant 54 999 651 $ à l’international, pour un budget estimé à 24 millions de dollars.

## Bande-son
- Rush Rush - Deborah Harry
- La bamba - Ritchie Valens
- Gavotte (sonata VI for violin, E major partita)  - Christopher Parkening
- I Gotta Be Me - Sammy Davis Jr.
- Candy Gal - Bill Monroe
- Web Desire - White Lion & Louise Robey (en)

## Autour du film
- Une baraque à tout casser est en fait le remake de Un million clé en main, qui a été tourné en 1948 avec Cary Grant dans le rôle principal.
- Le film a été tourné en 1986, soit quelques années avant que Tom Hanks ne connaisse réellement la consécration avec Philadelphia, et surtout avec Forrest Gump. Deux films qui lui vaudront l’Oscar du meilleur acteur.
- En France le film a connu 2 doublages.